# Municipio de North Ottawa
El municipio de North Ottawa (en inglés: North Ottawa Township) es un municipio ubicado en el condado de Grant en el estado estadounidense de Minnesota. En el año 2010 tenía una población de 50 habitantes y una densidad poblacional de 0,54 personas por km².

## Geografía
El municipio de North Ottawa se encuentra ubicado en las coordenadas 45°58′41″N 96°12′15″O / 45.97806, -96.20417. Según la Oficina del Censo de los Estados Unidos, el municipio tiene una superficie total de 93.05 km², de la cual 93,04 km² corresponden a tierra firme y (0 %) 0 km² es agua.

## Demografía
Según el censo de 2010, había 50 personas residiendo en el municipio de North Ottawa. La densidad de población era de 0,54 hab./km². De los 50 habitantes, el municipio de North Ottawa estaba compuesto por el 100 % blancos. Del total de la población el 2 % eran hispanos o latinos de cualquier raza.